# Belfast (Schiff, 1939)
Die Belfast ist ein leichter Kreuzer der Town-Klasse, der in den 1930er-Jahren für die Royal Navy gebaut wurde. Sie ist heute als Bestandteil des Imperial War Museums auf der Themse in London verankert, mit Zugang von der Uferpromenade Queen’s Walk.

## Geschichte

### Bau
Die Belfast wurde am 10. Dezember 1936 in der Werft von Harland & Wolff in Belfast auf Kiel gelegt, am 17. März 1938 vom Stapel gelassen und am 5. August 1939 für den Einsatz im 2. Kreuzergeschwader der Home Fleet in Dienst gestellt.

### 1939
Ende August wurde die Belfast dem 18. Kreuzergeschwader in Scapa Flow unterstellt. Nach dem Angriff auf Polen am 1. September erklärten Großbritannien und Frankreich am 3. September dem Deutschen Reich den Krieg. Am 8. September stach die Belfast zusammen mit ihrem Schwesterschiff, der Edinburgh, den Schlachtkreuzern Hood und Renown sowie vier Zerstörern in See, um deutsche Handelsschiffe aus Norwegen abzufangen. Am 25. September nahm die Belfast an der Operation zur Bergung des U-Boots Spearfish teil. Dabei wurde sie von Junkers Ju 88 des Kampfgeschwaders 30 angegriffen, erlitt aber keine Schäden. Von Oktober bis November patrouillierte die Belfast in der Nordsee und konnte in dieser Zeit mehrere deutsche Handelsschiffe aufbringen. Am 10. November wurde das Schiff erneut dem 2. Kreuzergeschwader in Rosyth zugeteilt. Am 21. November gegen 10:58 Uhr lief die Belfast auf eine Magnetmine. Durch die Explosion wurden 46 Mann der Besatzung verletzt und das Schiff schwer beschädigt. Untersuchungen der Schäden zeigten, dass die Außenhülle nur gering beschädigt war, dass aber der Schock der Explosion zu schweren Verformungen am Kiel des Schiffes geführt hatte. Am 4. Januar 1940 wurde die Belfast für die notwendigen Reparaturen ausgemustert. Am 28. Juni waren die Reparaturen soweit abgeschlossen, dass sie aus eigener Kraft nach Devonport fahren konnte, wo sie am 30. Juni eintraf.

### 1942 – 1943
Nach dem Abschluss der Arbeiten wurde die Belfast am 3. November 1942 wieder in den aktiven Dienst gestellt und dem 10. Kreuzergeschwader unter dem Kommando von Konteradmiral Robert Burnett zugeteilt. Dort wurde die Belfast zum Geleitschutz für Konvois von Großbritannien in die Sowjetunion eingesetzt.

#### Scharnhorst
Am 20. Dezember verließ Konvoi JW.55B zusammen mit mehreren Zerstörern Schottland in Richtung Murmansk. Drei Tage später lief Konvoi RA.55A zusammen mit den Kreuzern Belfast, Sheffield und Norfolk sowie den Zerstörern Musketeer, Matchless, Opportune und Virago von Murmansk aus in Richtung Großbritannien. Zur gleichen Zeit stach Admiral Bruce Fraser von Island aus in See, um mit dem Schlachtschiff Duke of York, dem Kreuzer Jamaica und vier Zerstörern die übliche Ferndeckung zu gewährleisten. Am 25. Dezember stach das deutsche Schlachtschiff Scharnhorst von Langefjord aus in See, um die Konvois JW.55B und RA.55A anzugreifen. Am 26. Dezember gegen 9 Uhr sichtete die Belfast die Scharnhorst. Kurz darauf eröffnete sie aus einer Entfernung von 12 km das Feuer auf das deutsche Schiff. Die Scharnhorst wurde zweimal getroffen, wobei eine Granate das vordere Seetakt-Radar zerstörte. In dem Glauben, es mit einem Schlachtschiff zu tun zu haben, drehte die Scharnhorst nach Nordosten ab und versuchte zu entkommen. Gegen 12:20 Uhr griff die Scharnhorst erneut an. Zusammen mit den anderen Kreuzern eröffnete die Belfast daraufhin aus einer Entfernung von 10 km das Feuer. Gleichzeitig steuerten die Zerstörer Musketeer, Matchless, Opportune und Virago auf die Scharnhorst zu. Die Scharnhorst erwiderte daraufhin das Feuer und drehte nach Süden ab. Während die Belfast aus sicherer Entfernung die Verfolgung aufnahm, sendete sie Radarsignale über die Position der Scharnhorst an die Duke of York. Um 16:48 Uhr feuerte die Belfast Leuchtgranaten ab, um die Scharnhorst zu illuminieren, so dass die Duke of York das Feuer auf 10.900 m Entfernung eröffnen konnte. Nach einem zweieinhalbstündigen Gefecht feuerte die Belfast gegen 19:15 Uhr ihre verbliebenen Torpedos auf das bereits stark beschädigte deutsche Schiff ab, worauf die Scharnhorst gegen 19:40 Uhr sank.

### 1944
Im Februar 1944 nahm die Belfast ihren Dienst als Geleitschutz für die Nordmeergeleitzüge wieder auf. Am 30. März beteiligte sich das Schiff an Operation Tungsten und vom 23. April bis zum 8. Mai wurde sie in Rosyth überholt.

#### Normandie
Im Rahmen von Operation Overlord im Juni 1944 diente die Belfast als Flaggschiff der Bombardment Force E unter dem Kommando von Konteradmiral Frederick Dalrymple-Hamilton. Dabei unterstützte sie die britischen und kanadischen Truppen an den Landungsabschnitten Gold und Juno. Nach fünfwöchigem Kampf kehrte sie am 10. Juli nach Devonport zurück, wo sie nach ihrer Ankunft für eine Überholung ausgemustert wurde.

### 1945
Nach dem Ende des Krieges in Europa wurde sie der britischen Pazifikflotte zugeteilt. Am 17. Juni 1945 verließ die Belfast Großbritannien und wurde nach ihrer Ankunft am 7. August in Sydney zum Flaggschiff des 2. Kreuzergeschwaders ernannt. Am 20. August 1947 kehrte sie in die Heimat zurück und wurde bei ihrer Ankunft in Portsmouth für eine Überholung ausgemustert. Nach dem Abschluss der Arbeiten am 22. September 1948 wurde sie wieder in den aktiven Dienst gestellt und besuchte am 20. Oktober Belfast. Am 23. Oktober verließ sie Großbritannien in Richtung Hong Kong, wo sie bei ihrer Ankunft im Dezember dem 5. Kreuzergeschwader zugeteilt wurde.

### Korea
Mit dem Ausbruch des Koreakrieges wurde die Belfast Teil Task Force 77 der US Navy. Am 5. Juli 1950 wurde die Belfast jedoch abkommandiert, um vor der koreanischen Küste zu patrouillieren. Ab dem 19. Juli unterstützte die Belfast in Begleitung der Juneau die um Yongdok kämpfenden Truppen. Am 6. August kehrte sie für eine Überholung in die Heimat zurück. Nach dem Abschluss der Arbeiten kehrte sie erneut nach Korea zurück, wo sie am 31. Januar 1951 wieder eintraf. Am 27. September 1952 wurde die Belfast von der Birmingham und der Newcastle abgelöst und kehrte anschließend nach Großbritannien zurück. Nach ihrer Ankunft wurde sie am 4. November 1952 in Chatham ausgemustert und am 1. Dezember in Devonport der Reserve unterstellt.

### Modernisierung
Im März 1955 wurde beschlossen, die Belfast zu modernisieren. Das Schiff erhielt mehrere 40-mm-Bofors-Mk.5-Zwillingsgeschütze. Zusätzlich wurden die 102-mm-Geschütze mit MRS8-Feuerleitrechnern ausgestattet und die Rotations- und Erhöhungsgeschwindigkeit wurde auf 20 Grad pro Sekunde erhöht. Die Unterbringung der Besatzung wurde den Bedürfnissen der Nachkriegszeit angepasst. Die Dreibeinmasten wurden durch Gittermasten ersetzt und die Holzbeplankung wurde mit Ausnahme des Achterdecks überall durch Stahl ersetzt.

### Indischer Ozean und Ostasien
Nach dem Abschluss der Arbeiten wurde die Belfast am 12. Mai 1959 für den Einsatz in der Far East Station in Singapur wieder in den aktiven Dienst gestellt. Sie verließ England am 20. August und erreichte am 16. Dezember Singapur. Während ihrer dortigen Einsatzzeit nahm sie an verschiedenen Übungsmanövern teil und besuchte Japan, Korea, Australien, Hong Kong und Südafrika. Am 26. März 1962 kehrte sie in die Heimat zurück, wo sie nach ihrer Ankunft am 19. Juni in Spithead am 2. Juli der Home Fleet zugeteilt wurde. Am 25. Februar 1963 wurde sie ausgemustert und der Reserve unterstellt. Vom 16. Juli bis zum 24. August nahm sie an der jährlichen Sommerreise der Reserveflotte teil. Im Mai 1966 wurde sie nach Portsmouth abkommandiert, wo sie der Unterbringung für die Mannschaften und Stabsoffiziere der Reserveflotte diente.

### Museum
Anfang 1971 wurde unter der Schirmherrschaft von Konteradmiral Morgan Giles eine Stiftung zur Bewahrung des Schiffes ins Leben gerufen. Am 2. September wurde sie von Portsmouth in die Themse geschleppt, wo sie am folgenden Tag nach ihrer Ankunft bei Tilbury zu einem Museumsschiff umgewandelt wurde. Am 14. Oktober erreichte sie ihren heutigen Liegeplatz und eine Woche später wurde sie der Öffentlichkeit zugänglich gemacht. 2019 wurde die HMS Belfast von rund 327.000 Personen besucht. 2024 betrug die Besucherzahl etwa 215.000 Personen.
Heute gehört das Schiff dem britischen Imperial War Museum und kann auch als Veranstaltungsort gebucht werden. Seit ihrer Umfunktionierung zum Museumsschiff verließ die Belfast ihren Liegeplatz lediglich zweimal für Instandhaltungsarbeiten im Trockendock, zuletzt 1999. Mit der Taufe ihrer gleichnamigen Namensschwester der City-Klasse soll sie in HMS Belfast (1938) umbenannt werden.

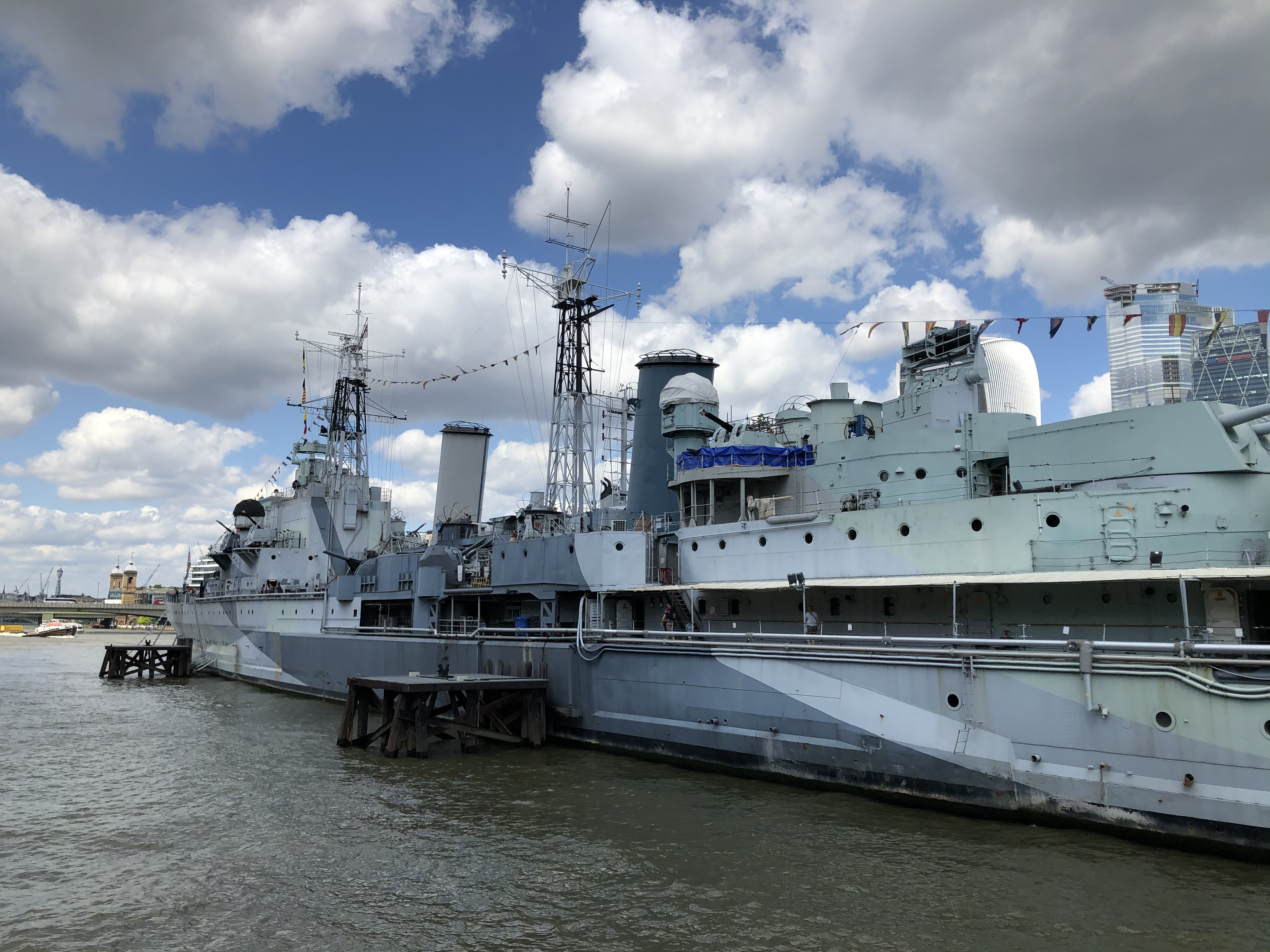
Seitenansicht
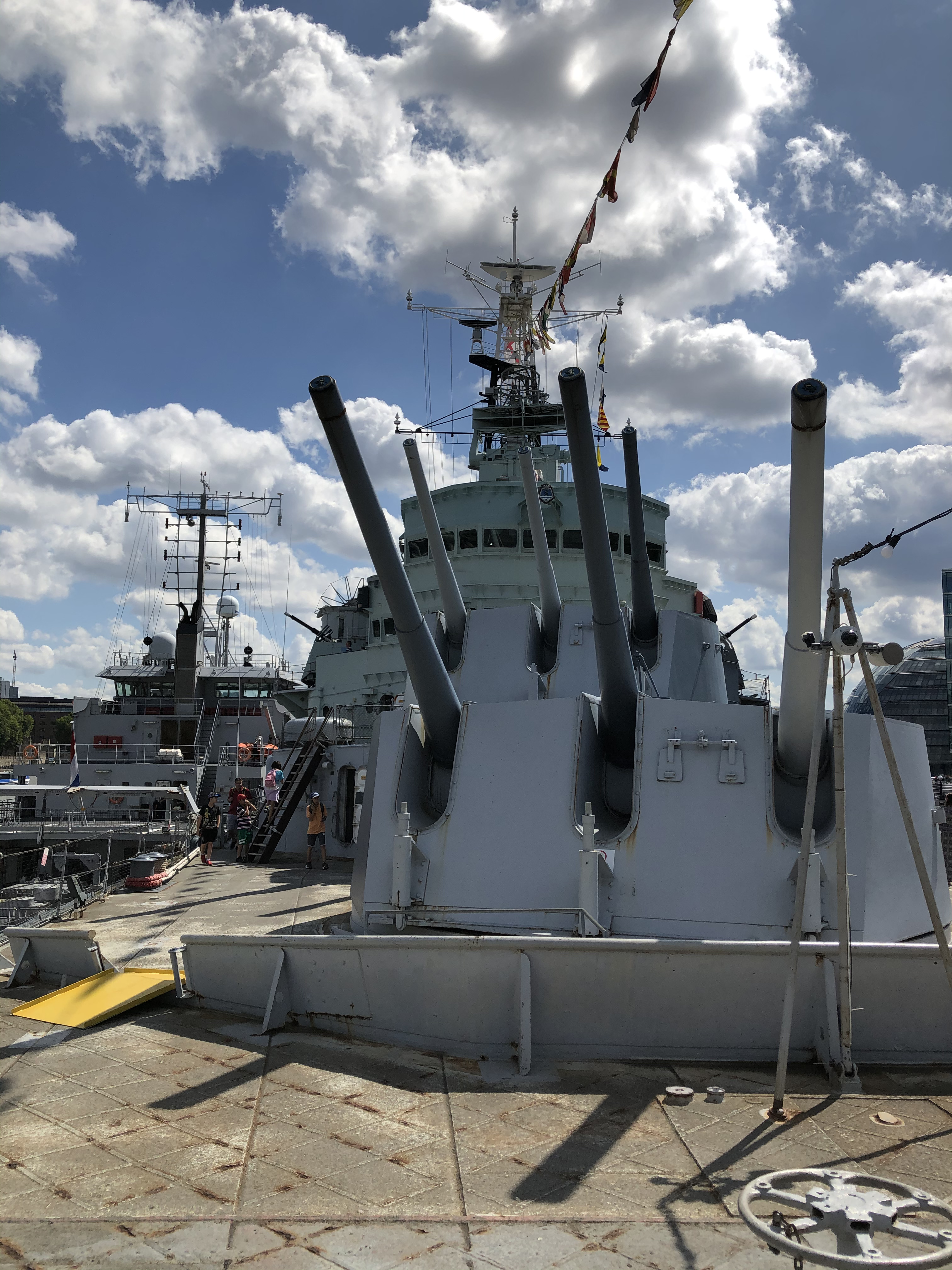
Geschütze
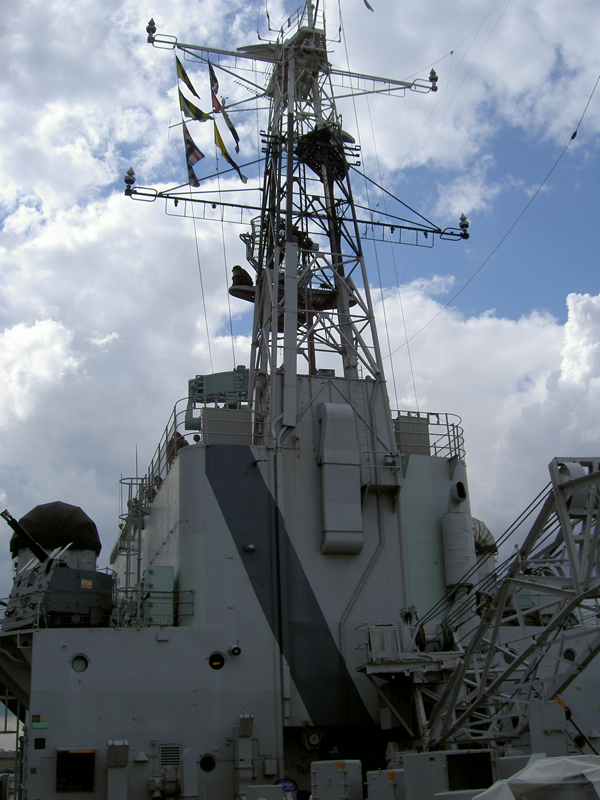
Hauptmast
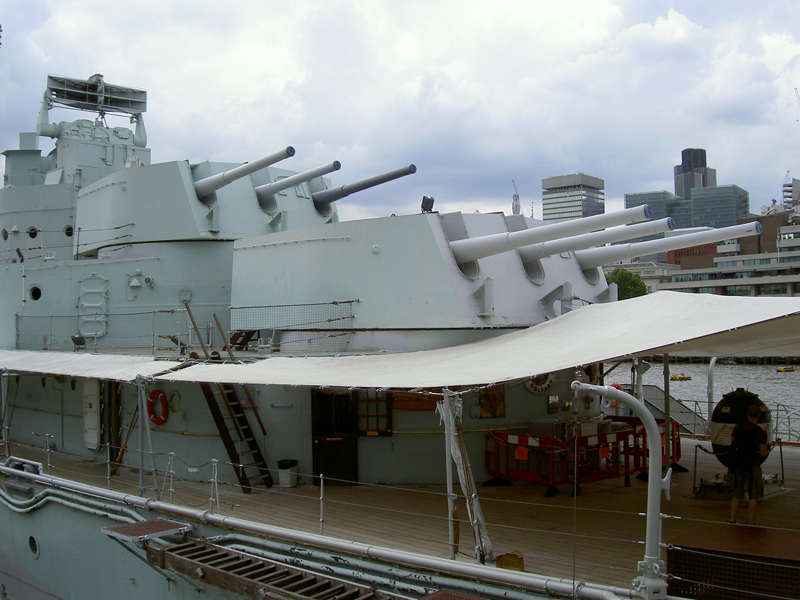
Die achteren Drillingstürme
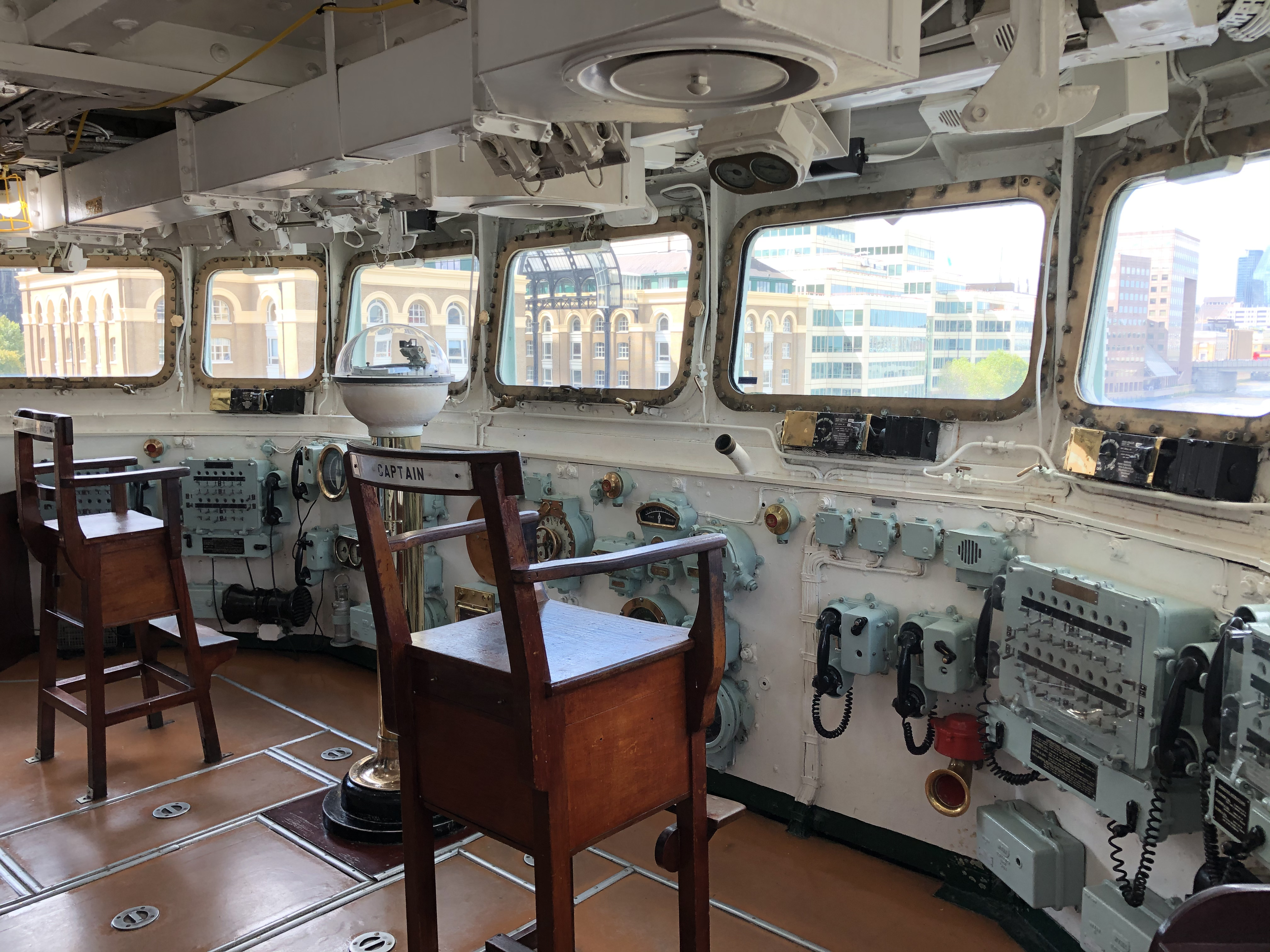
Brücke
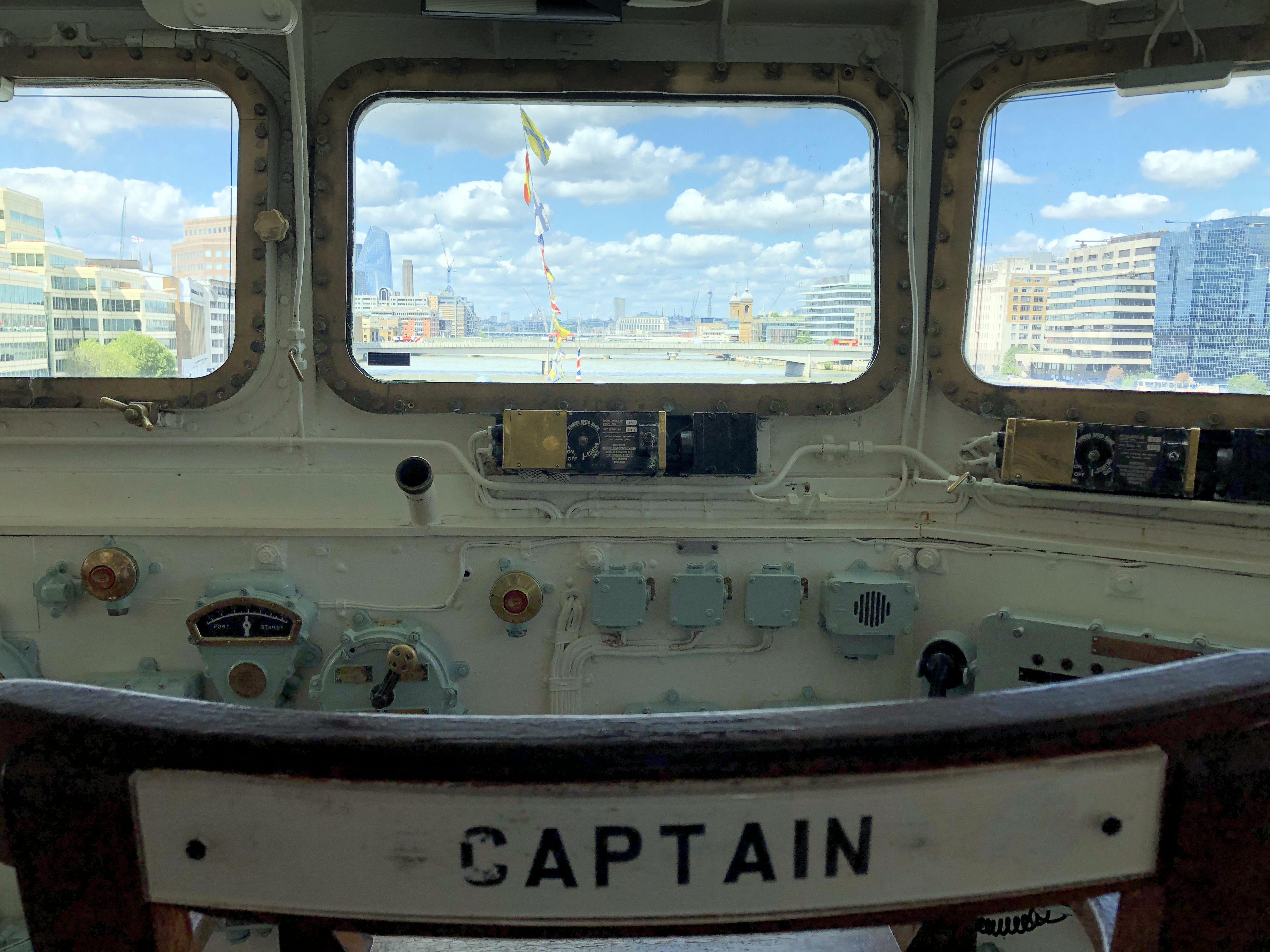
Sitz des „Captain“ mit Blick auf die Themse

## Technik

### Schiffsmaße
Die Belfast hat eine Länge zwischen den Loten von 175,50 m eine Gesamtlänge von 187 m und eine Breite von 20,20 m. Der Tiefgang beträgt 7,06 m. Die Verdrängung liegt zwischen 10.550 tn.l. und 14.900 tn.l. Von den insgesamt neun Decks befinden sich sechs innerhalb des Schiffskörpers und drei in den Aufbauten.

### Antrieb
Die Belfast ist mit vier Parsonsturbinen ausgestattet, die jeweils eine Welle antreiben und insgesamt 80.000 Shp (60.000 kW) entwickeln, mit der sie eine Höchstgeschwindigkeit von 32 Knoten (59 km/h) erreicht. Der Dampf wird von vier Admiralty-Wasserrohrkesseln geliefert. Das Schiff kann maximal 1990 tn.l. Heizöl mitführen, was ihm bei 13 Knoten (24 km/h) eine Reichweite von 8.664 Seemeilen (16.046 km) ermöglicht. Die Besatzung des Schiffes bestand aus rund 850 Mann (Offiziere und Mannschaft).

### Bewaffnung
Die Hauptbewaffnung besteht aus zwölf 152-mm-Kanonen in vier Dreifach-Geschütztürmen, je zwei vor und zwei hinter den Aufbauten. Die Geschütze sind auf Mk.XXIII-Lafetten mit einem Seitenrichtbereich von −120 bis +120 Grad montiert. Die Kanonen selbst wiegen 7 t und haben bei einer maximalen Elevation von 45° und einer Mündungsgeschwindigkeit von 841 m/s eine Reichweite von 23.300 m. Sie sind in der Lage, 50 kg schwere Granaten mit einer Kadenz von etwa fünf bis sechs Schuss pro Minute zu verschießen. Die Sekundärbewaffnung besteht aus zwölf 102-mm-Geschützen in Zwillingstürmen zwischen den Aufbauten, vier auf jeder Breitseite. Die Kanonen sind auf Mk.XIX (16 t.) mit einem Seitenrichtbereich von 340 Grad montiert. Die Kanonen selbst wiegen 2 t und haben bei einer Elevation von 45° und einer Mündungsgeschwindigkeit eine Reichweite von 18.150 m. Sie verschießen 17 kg schwere Granaten mit einer Kadenz von 15 bis 20 Schuss pro Minute.